# Васербург на Ину
Васербург на Ину (њем. Wasserburg am Inn) град је у њемачкој савезној држави Баварска. Једно је од 46 општинских средишта округа Розенхајм. Према процјени из 2010. у граду је живјело 12.266 становника. Посједује регионалну шифру (AGS) 9187182.

## Географски и демографски подаци
Васербург на Ину се налази у савезној држави Баварска у округу Розенхајм. Град се налази на надморској висини од 427 метара. Површина општине износи 18,8 km². У самом граду је, према процјени из 2010. године, живјело 12.266 становника. Просјечна густина становништва износи 652 становника/km².

## Међународна сарадња
| Мјесто       | Држава | Врста сарадње | Од    |
| ------------ | ------ | ------------- | ----- |
| Форт Стоктон | САД    | пријатељство  | 1986. |
| Извор        |        |               |       |